# Wrocławski Klub Sportowy Śląsk Wrocław (pallamano)
Il Wrocławski Klub Sportowy Śląsk Wrocław è una squadra di pallamano maschile polacca con sede a Breslavia.

È stata fondata nel 1947.

## Palmarès

### Titoli nazionali
- Campionato polacco: 15
1957-58, 1960-61, 1961-62, 1962-63, 1964-65, 1966-67, 1971-72, 1972-73, 1973-74, 1974-75
1975-76, 1976-77, 1977-78, 1981-82, 1996-97.
- Coppa di Polonia: 
1958-59, 1964-65, 1968-69, 1975-76, 1980-81, 1981-82, 1988-89.